# 報国寺 (峨眉山市)
報国寺（ほうこくじ）は、中華人民共和国四川省楽山市峨眉山市峨眉山にある仏教寺院。

## 歴史
明の万暦年間、明光法師により会宗堂として開かれる。清の順治年間、僧侶の聞達は寺院を現在地に移転した。康熙42年（1703年）、康熙帝により「報国寺」の名を賜った。同治4年（1866年）、僧侶の広恵が寺院を拡張。
1983年、中華人民共和国国務院は仏寺を漢族地区仏教全国重点寺院に認定した。2006年5月25日に峨眉山の史跡群のひとつとして全国重点文物保護単位に登録された。

## 伽藍
山門、弥勒殿、大雄宝殿、蔵経楼

## ギャラリー

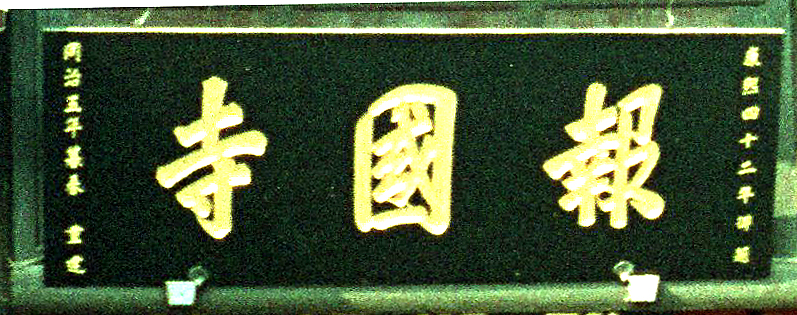
山門の扁額に清の康熙帝が書いた作品がある
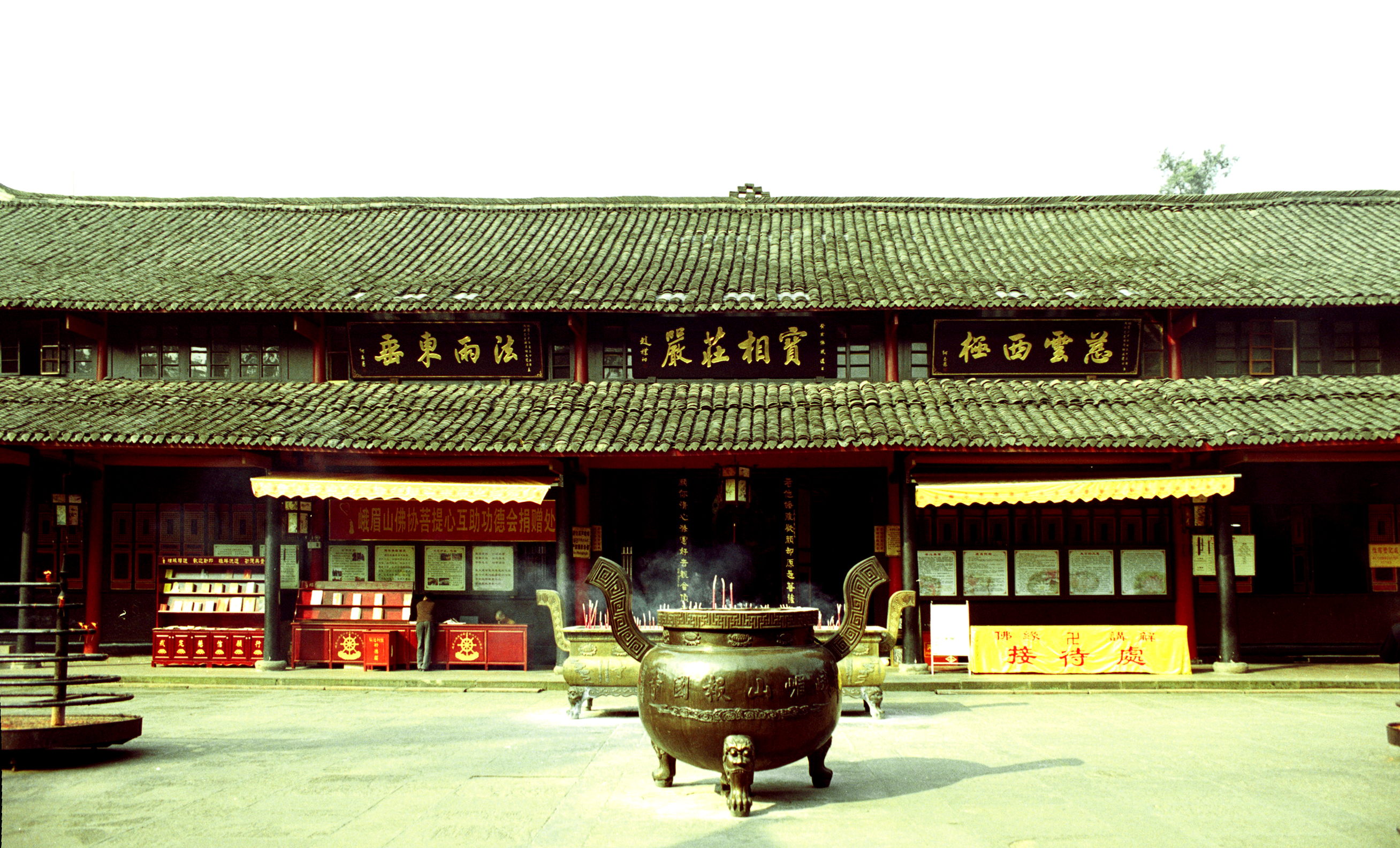
弥勒殿
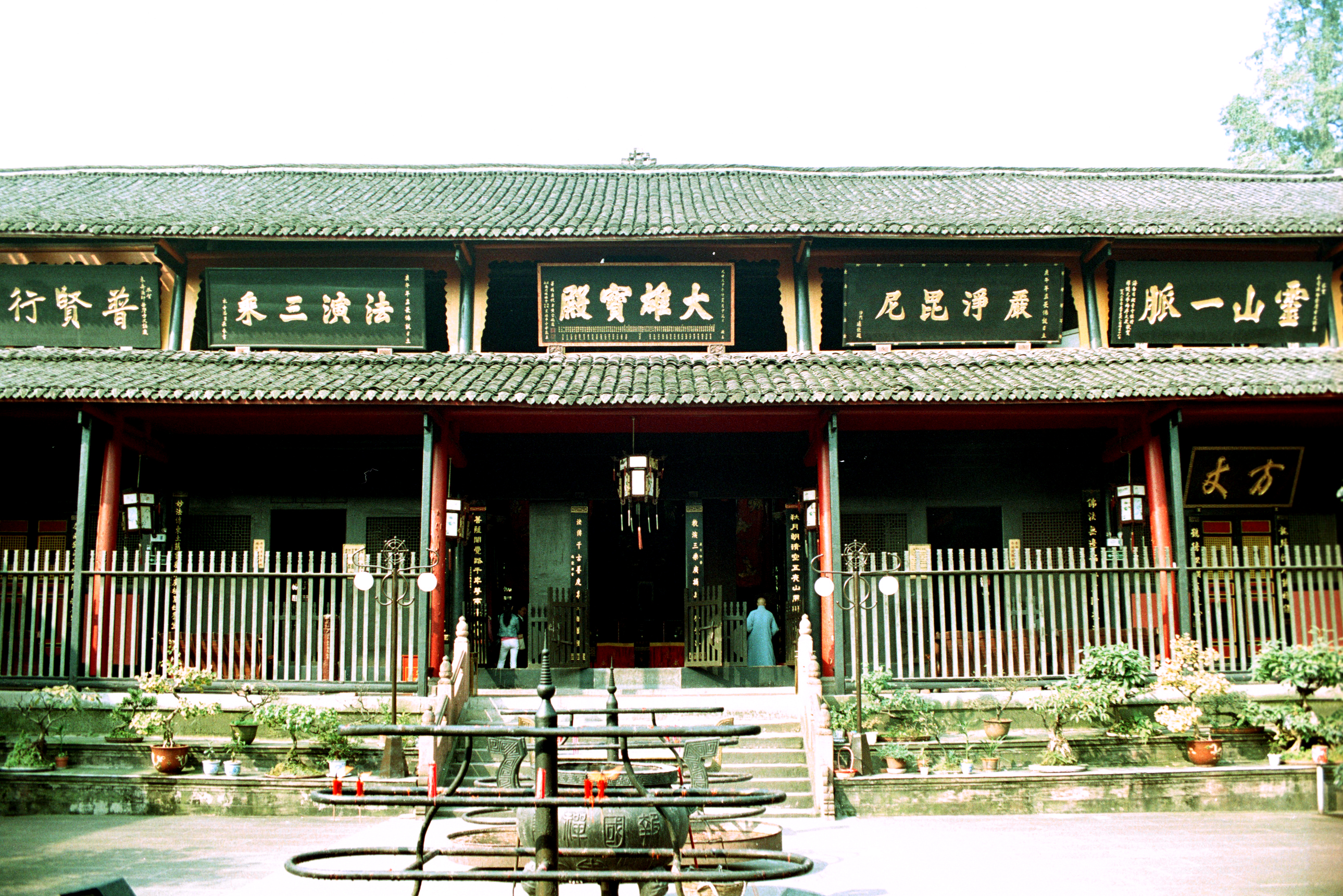
大雄宝殿
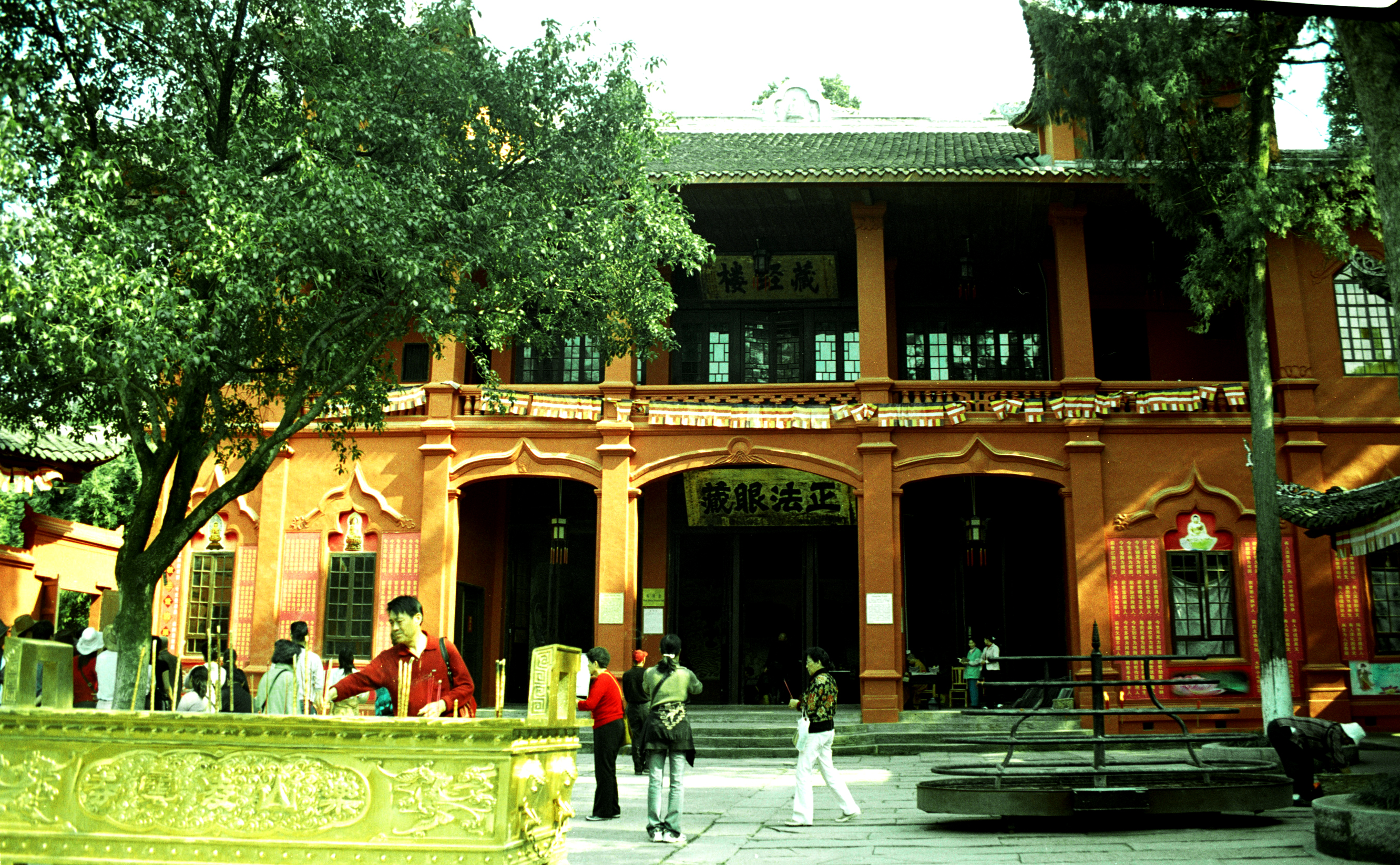
蔵経楼